# Bommershoven
Bommershoven is een dorp in de Belgische provincie Limburg en een deelgemeente van Tongeren-Borgloon. De deelgemeente, bestaat uit Bommershoven zelf en het dorp Haren ten noorden van de weg van Sint-Truiden naar Tongeren.
Bommershoven ligt in Haspengouw en is een landbouwdorp dat wegens zijn ligging aan de weg van Sint-Truiden naar Tongeren stilaan evolueert naar een woondorp. De Mombeek vormt de oostgrens van de deelgemeente.

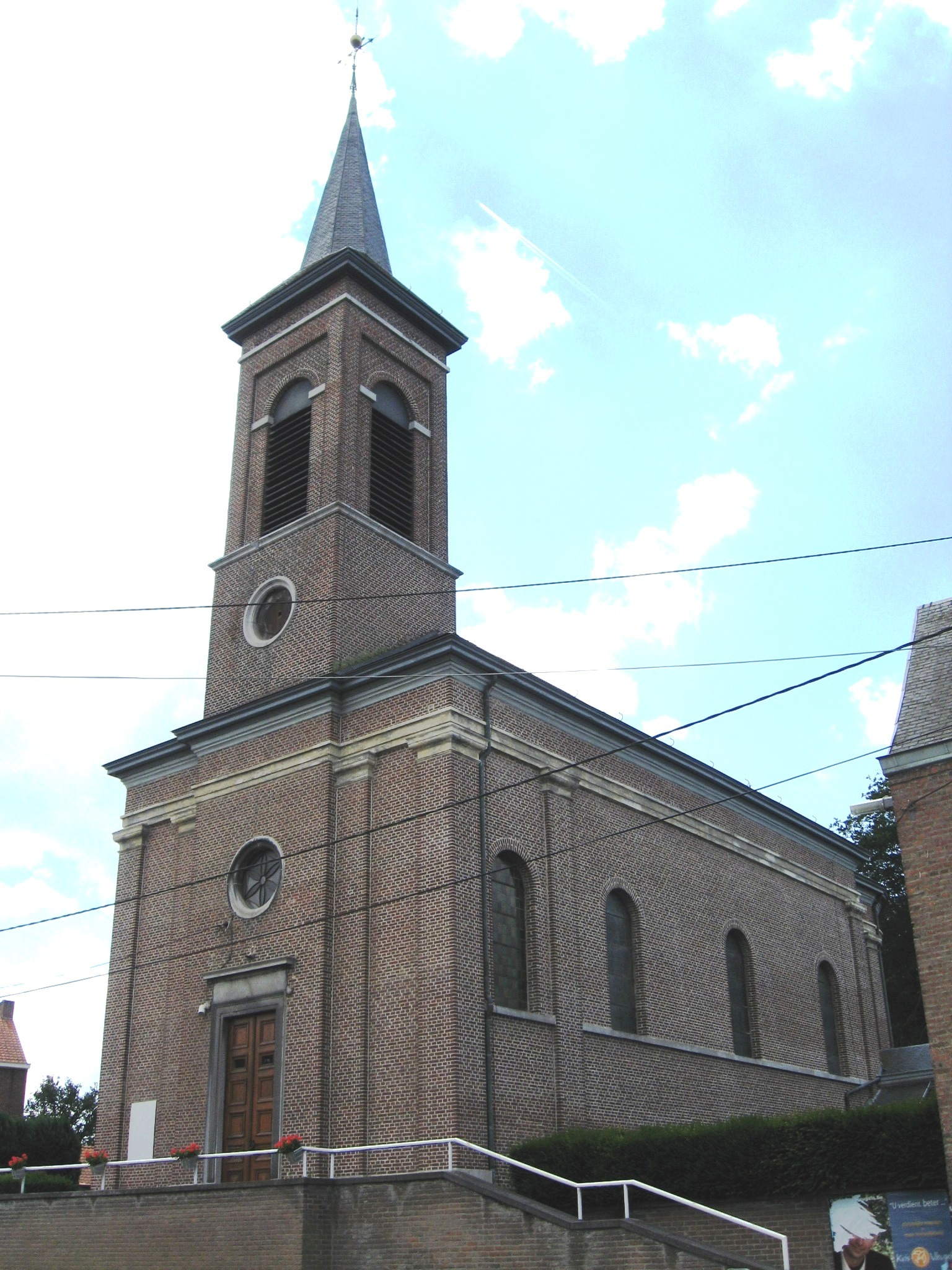
De Sint-Alfonskerk

## Etymologie
De oudste schriftelijke vermelding, als Womershove, dateert van 1314. De naam bestaat uit een (Frankische) -hoven uitgang en een eigennaam, wellicht Bomar.

## Geschiedenis
De heerbaan van Tongeren via Tienen naar Kassel liep door Bommershoven. Delen van deze weg bestaan nog steeds (Loonderweg, Moerenstraat, Oude Kassei). Begin 20e eeuw werden nabij de Wilderstraat resten van een Romeinse villa opgegraven. Ook de kasteelhoeve Tenhoven, ten zuidoosten van Bommershoven aan de Mombeek, zou oorspronkelijk een Galloromeins domein geweest zijn, dat later door de Franken in bezit werd genomen. In 773 kwam dit goed aan de Abdij van Corbie, die er een proosdij vestigde van waaruit de bezittingen van deze Abdij in deze streken werden bestuurd.
Bommershoven was waarschijnlijk eigendom van de Graven van Loon. Samen met Haren vormde het één heerlijkheid, die in 1366 aan de Bisschoppelijke Tafel van het Prinsbisdom Luik kwam.
Tot 1844 hing Bommershoven kerkelijk af van de parochie Haren. Na de bouw van de dorpskerk werd het pas een zelfstandige parochie.
In 1971 verloor Bommershoven zijn zelfstandigheid als gemeente. Er werd een nieuwe fusiegemeente gevormd die bestond uit de dorpen Bommershoven, Haren, Piringen en Widooie. Het was het dorp Haren dat zijn naam aan de fusiegemeente gaf. Reeds in 1977 werd de nieuwe gemeente opgeheven. Bommershoven met Haren werd een deelgemeente van Borgloon terwijl Piringen en Widooie bij Tongeren werden gevoegd. In 2025 werd Borgloon onderdeel van de fusiestad Tongeren-Borgloon.

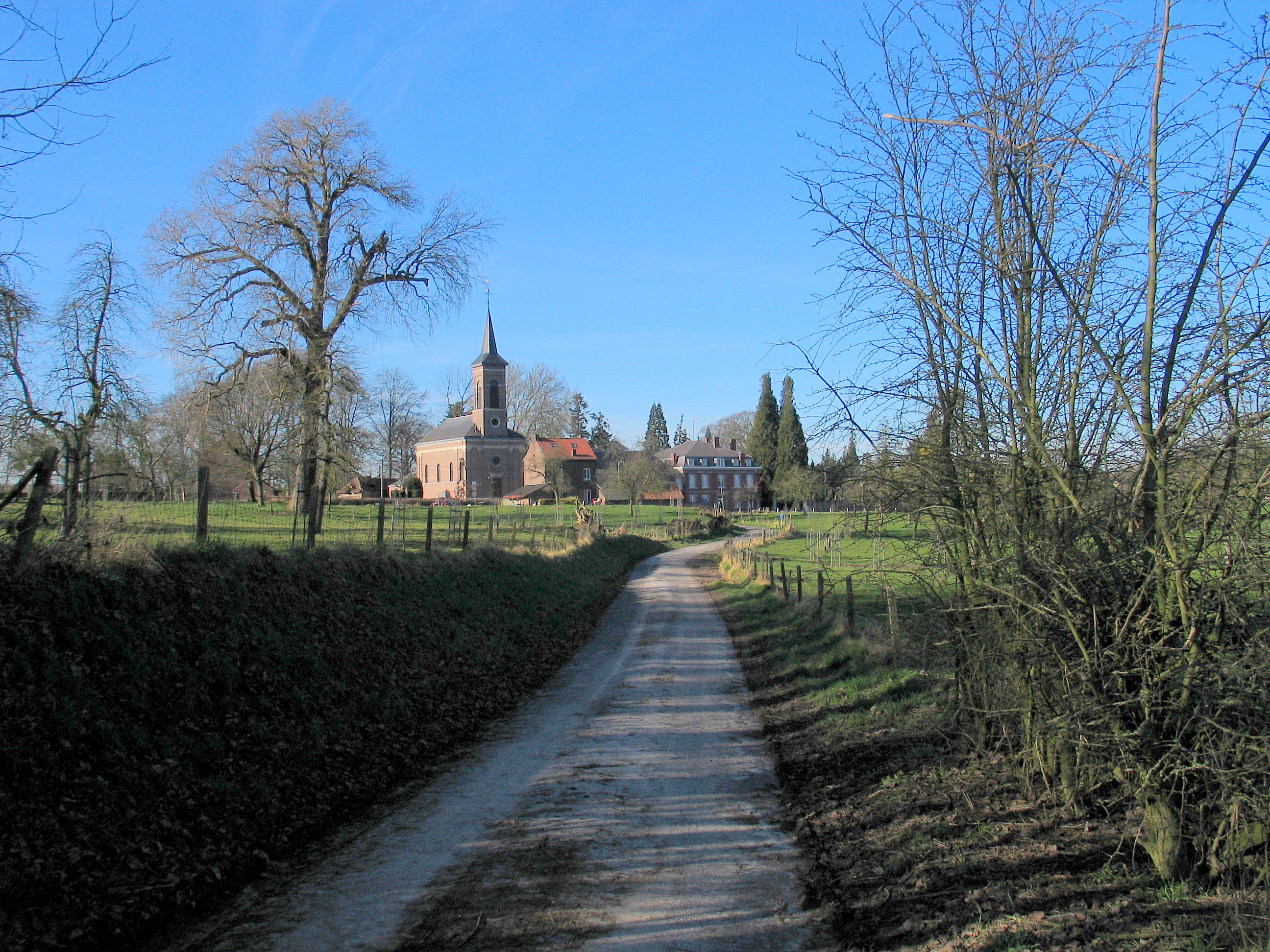
De kerk en het rococokasteel
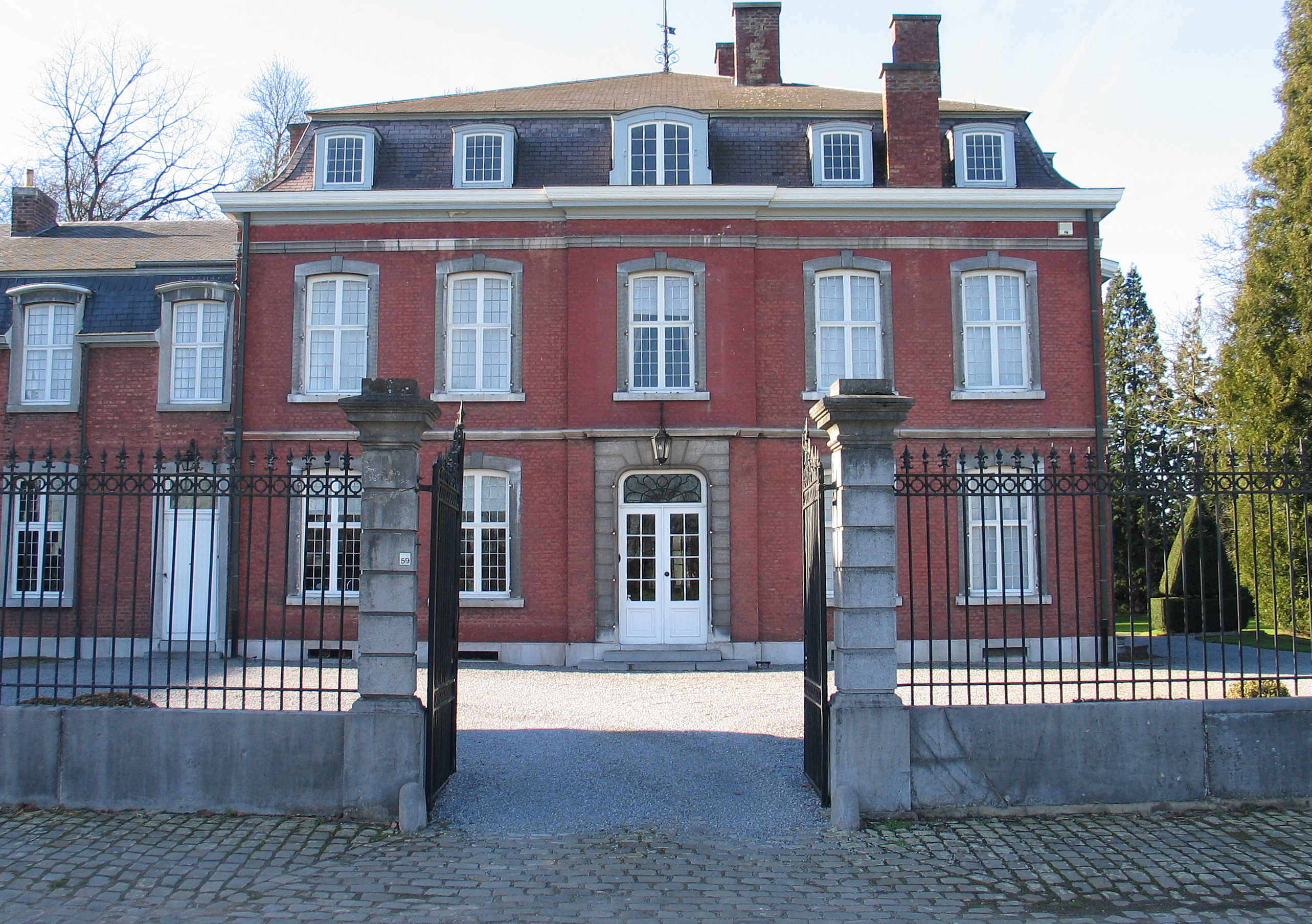
Het rococokasteel
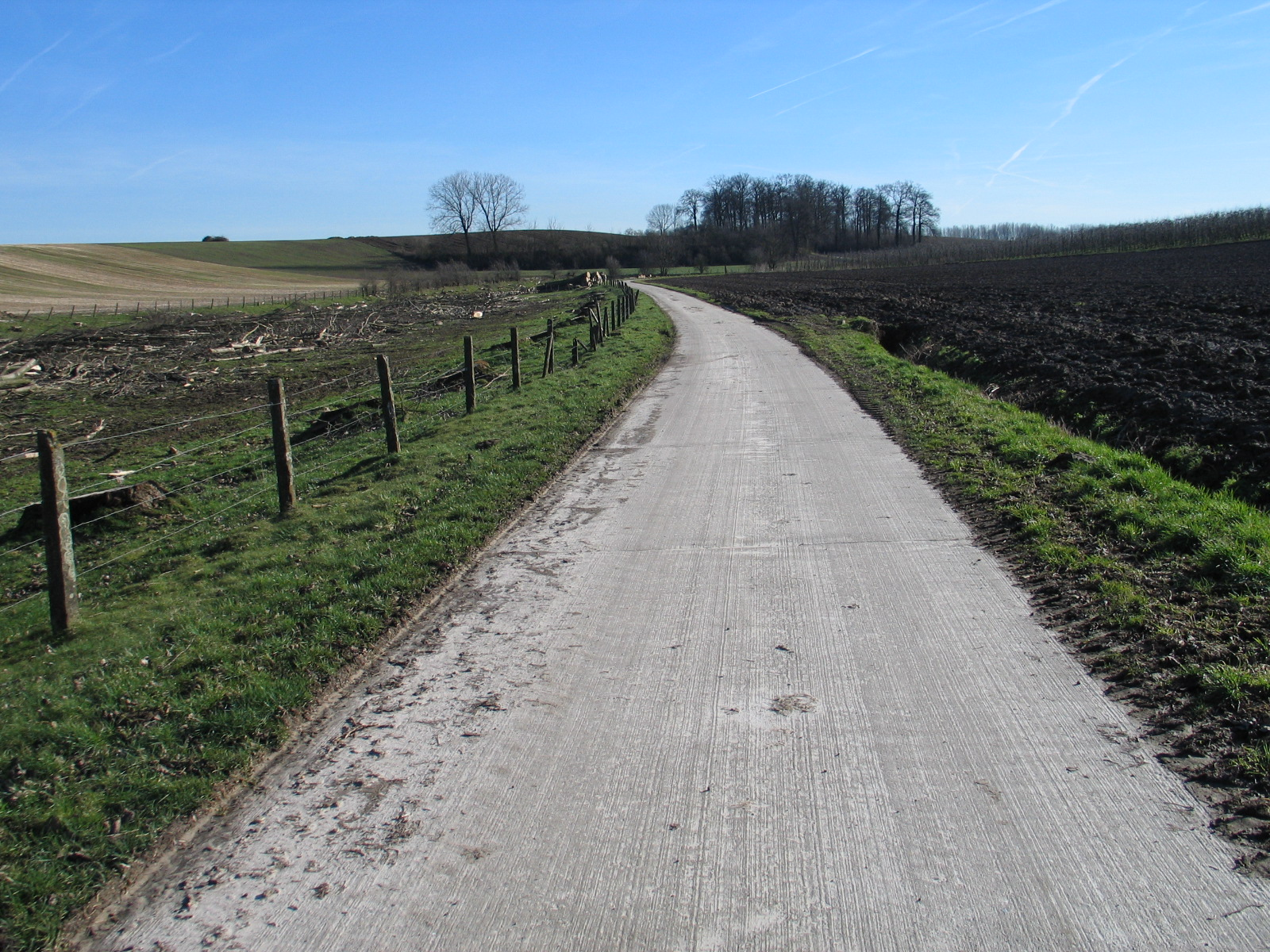
Velden in Bommershoven
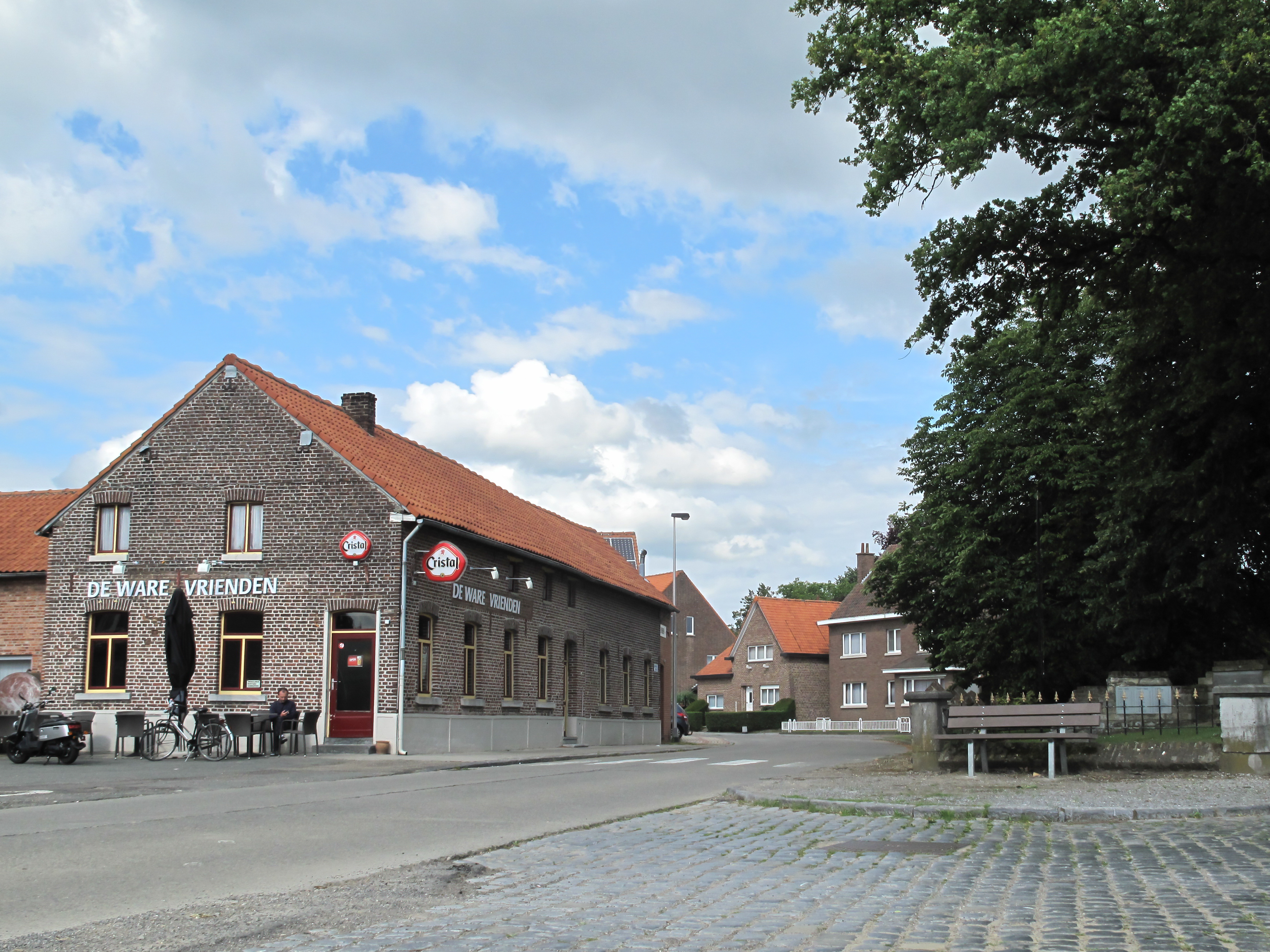
Cafe de Ware Vrienden

## Demografische ontwikkeling
- Bronnen:NIS, Opm:1831 tot en met 1961=volkstellingen

## Bezienswaardigheden
- De neoclassicistische Sint-Alfonskerk uit 1841-1844. Ze werd gebouwd op de funderingen van de oude Sint-Annakapel. In 2004 werd de kerk samen met het omringende voormalige kerkhof en de pastorie beschermd als monument. De kerk werd onttrokken aan de eredienst en is sedert 2024 een depotkerk voor opslag van waardevolle erfstukken.
- Het Kasteel van Bommershoven, gebouwd in 1761 in rococostijl, ligt naast de dorpskerk. Het werd gebouwd op de plaats van een vroegere pachthoeve en brouwerij. Het kasteel met het bijbehorende park werden eveneens in 2004 beschermd als monument.
- Het Kasteel Terhove aan de Mombeek dat in 2005 werd beschermd. De omgeving werd beschermd als dorpsgezicht.

## Natuur en landschap
Bommershoven ligt in droog-Haspengouw, met hoogten tot 110 meter. In het oosten wordt Bommershoven begrensd door de vallei van de Mombeek, welke een hoogte heeft van ongeveer 65 meter. Ten noorden van de kom bevindt zich het brongebied van de Marmelbeek, welke eveneens in noordelijke richting stroomt. In het zuiden bevindt zich het Magneebos, juist over de gemeentegrens, op het grondgebied van Heks.

## Nabijgelegen kernen
Widooie, Haren, Groot-Loon, Heks

## Trivia
Alfonsus van Liguori is de patroonheilige van Bommershoven.